# Phymatosorus commutatus
Phymatosorus commutatus är en stensöteväxtart som först beskrevs av Bl., och fick sitt nu gällande namn av Pichi-serm. Phymatosorus commutatus ingår i släktet Phymatosorus och familjen Polypodiaceae. Inga underarter finns listade.